# Quần đảo Tanga
Quần đảo Tanga là một nhóm đảo thuộc Papua New Guinea, nằm ở phía bắc đảo New Ireland và là một phần cấu thành quần đảo Bismarck. Sự xuất hiện của nhóm đảo Tanga là kết quả của quá trình sụp đổ của một núi lửa dạng tầng.
Thủ tướng trước đây của Papua New Guinea là Julius Chan vốn là một dân bản địa của quần đảo Tanga.

## Các đảo thuộc quần đảo Tanga
Quần đảo Tanga bao gồm 4 hòn đảo:
- Đảo Boang (là đảo lớn nhất)
- Đảo Malendok
- Đảo Lif
- Đảo Tafa